# Основна операція
«Основна операція» (англ. Major Operation) — науково-фантастична збірка північноірландського письменника Джеймса Вайта, опублікована 1978 року, третя книга в збірці «Головний сектор». Книга зібрала серію з п’яти оповідань, усі вони спочатку були опубліковані в журналі «Нові світи».

## Оповідання
- «Захопник» — серія незграбних аварій у лікарні змусила Конвея запідозрити присутність інопланетян.
- «Вертіго» (1968) — корабель, який обертається (з планети, яка пізніше отримала прізвисько «Фрикаделька») «рятують» і доставляють у лікарню.
- «Кривавий Брат» (1969) – відкриті природні лікарі фрикадельки.
- «Фрикаделька» (1966) — додаткове розслідування показує більше про лікарів Фрикадельки.
- «Основна операція» (1971) – гігантський пацієнт з фрикадельками бореться з лікуванням.